# Bobby Brown (Goes Down)
Bobby Brown Goes Down är en sång från 1979, skriven och framförd av Frank Zappa. Den var med på albumet Sheik Yerbouti och är en av Zappas mest kända och populära sånger. Den låg etta på singellistorna i Sverige och Norge.
Låten handlar om en ung man, Bobby Brown, och hans sexuella utveckling från populär heterosexuell man, via ett traumatiskt möte med en dominant feminist, till homosexuell och inblandad i urolagni och sadomasochism. På grund av det sexuella innehållet bannlystes sången i USA och är inte alls lika känd där som i Europa.

## Listplaceringar
| Lista (1979-1980) | Topplacering |
| ----------------- | ------------ |
| Norge             | 1            |
| Schweiz           | 5            |
| Sverige           | 1            |
| Västtyskland      | 4            |
| Österrike         | 2            |